# Lampsilis rafinesqueana
Lampsilis rafinesqueana је шкољка из реда Unionoida и фамилије Unionidae.

## Угроженост
Ова врста се сматра угроженом.

## Распрострањење
Ареал врсте је ограничен на једну државу. 
Сједињене Америчке Државе су једино познато природно станиште врсте.

## Станиште
Станиште врсте су слатководна подручја.